# Стрімка лань
«Стрімка́ лань» — автомобільний міст через річку Смотрич у Кам'янці-Подільському на магістральному шляху Н03.
Інші назви — «Прудка лань», «Лань, що біжить». У народі ще називають Чернівецьким мостом, оскільки через нього пролягає дорога на Чернівці.

## Історія моста

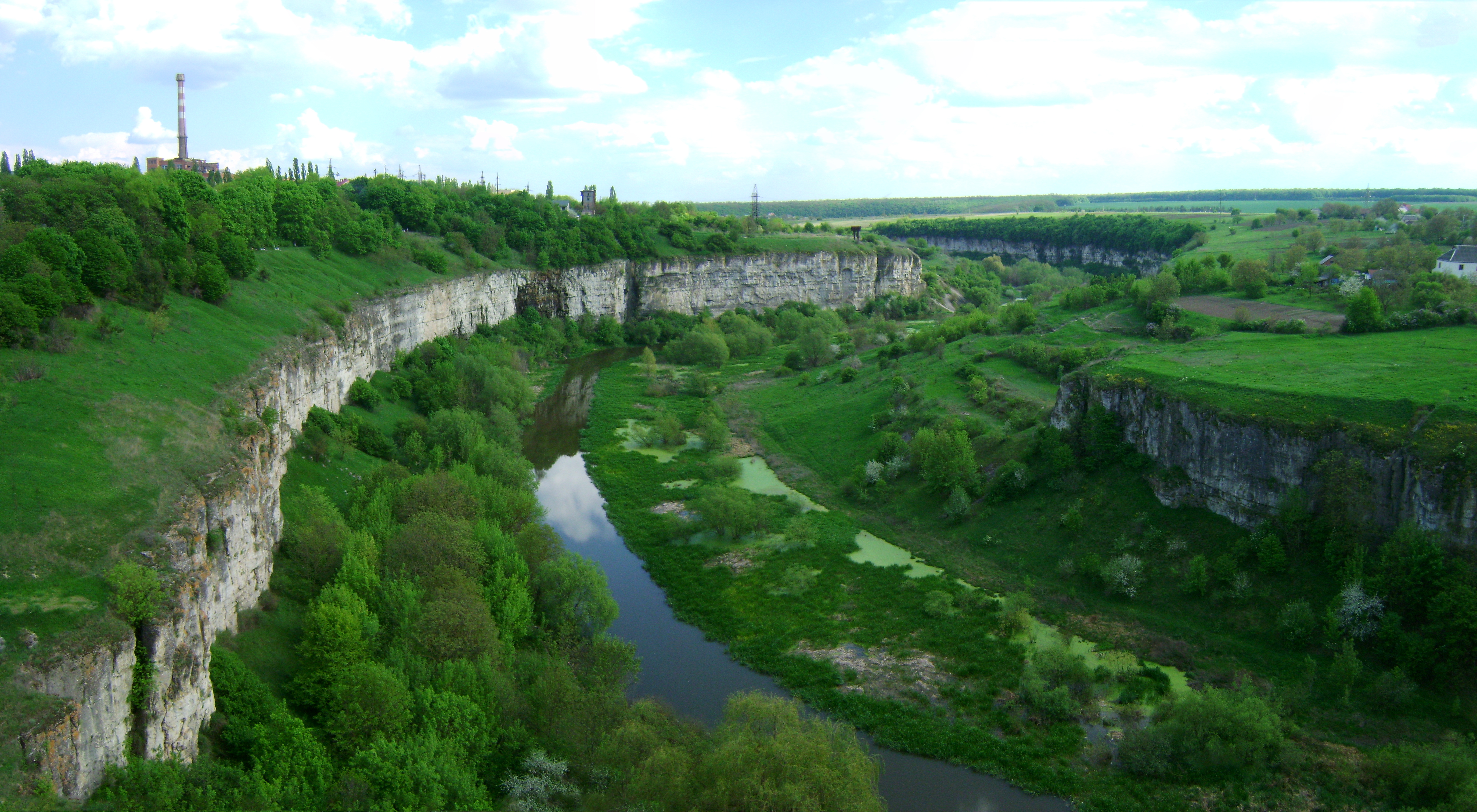
Вид з мосту на Смотрицький каньйон

Проект мосту розробили фахівці з Інституту Патона.
1 січня 1966 року головний архітектор міста Кам'янець-Подільський Ізяслав Медведовський сповістив кам'янчан, що «позитивно розв'язується питання про будівництво мосту через Смотрич» . 1 лютого 1966 року на сесії міської ради зазначено, що цього року розпочнеться будівництво моста через Смотрич біля Кубачівки .
Будівництво розпочалося 1966 року. 19 листопада 1968 року сесія Кам'янець-Подільської міської Ради затвердила заходи міськвиконкому з підготовки до сторіччя з дня народження Леніна, в яких, зокрема, було передбачено до ювілею (тобто, до 22 квітня 1970 року) завершити будівництво мосту . Проте спорудження мосту затягнулося.
21 серпня 1973 року покладено останній блок, який з'єднав береги Смотрича . Збудував міст Київський трест «Мостобуд № 1» (керівник Ісак Юлісович Баренбойм). Рух урочисто відкрито 2 листопада 1973 року .
Через міст 8 липня 1980 року пройшла естафета Олімпійського вогню.

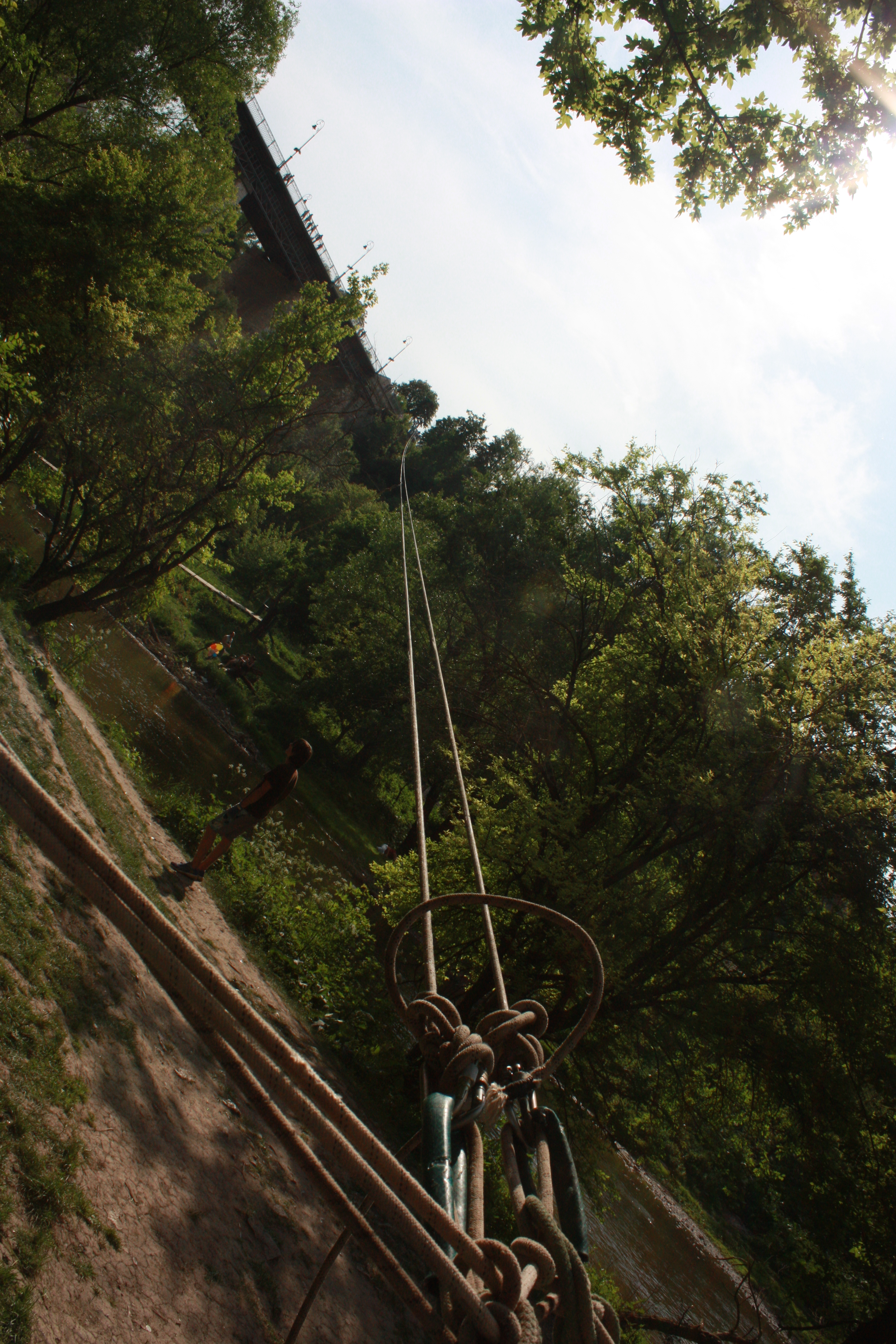
Екстремальний джампінг з мосту у річку Смотрич

## Екстремальний туризм
20 вересня 1996 року на мосту розпочало роботу єдине в Україні шоу «Вільний політ» (пробний стрибок відбувся 14 вересня).
29 червня 1999 року повітряні кулі вперше здійснили політ під мостом . 6 листопада 2004 року здійснено рекордний проліт трьох куль під мостом .
Як найвищий міст України, він є затребуваним об'єктом індустріального туризму екстремалів України та інших країн світу.
Перші стрибки роуп-джампінгу з мосту були здійснені у 2009 році, а з 2012 року виконуються постійно.

## Сучасність
14 лютого 2001 року сесія міськради ухвалила передати міст з комунальної до державної власності. 8 жовтня 2004 року уряд видав розпорядження про таку передачу (у власність Укравтодору) . 3 листопада 2005 року відбулися випробування мосту «Стрімка лань» фахівцями Науково-дослідного інституту імені Шульгіна (Київ). 8 КаМАЗів, навантажених по 25 тонн, тричі почергово заїжджали на міст, випробовуючи його на міцність і ступінь зношеності. Ця процедура проводилася з метою передачі моста з комунальної власності міста до державної .
Унаслідок опитування, яке тривало від 7 грудня 2007 року до 14 січня 2008 року, міст «Стрімка лань» визнано одним із семи чудес Кам'янця-Подільського (сьоме місце) .

## Основні відомості
При будівництві мосту вперше у світовій практиці застосовано бісталеву конструкцію. Відстань між опорами — 174 м. Довжина моста — 379,14 м. Ширина проїжджої частини — 14 м, тротуарів — по 2,5 м.
Був найвищим в Україні мостом до 22 січня 2022 р. — 54 м (в різних джерелах дається висота від 50 до 70). Зараз найвищим є вантовий новий міст в Запоріжжі, висотою 166 м.

## Цікаві факти

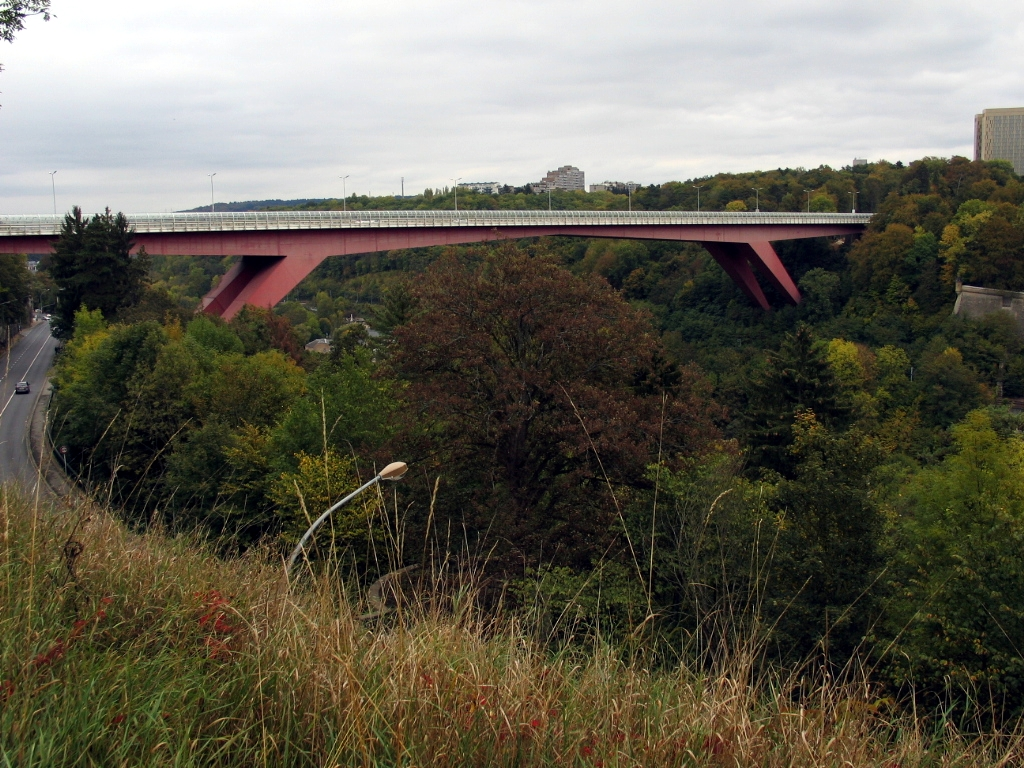
Міст великої герцогині Шарлотти

- Лань, що біжить — це найвищий в Європі міст без вертикальних опор, а також улюблене місце для стрибків з банджі-джампінгу.
- Міст дуже схожий на міст великої герцогині Шарлотти у Люксембургу.